# Pô (Burkina Faso)
Pô ist eine Stadt und ein dasselbe Gebiet umfassendes Departement im Süden des westafrikanischen Staates Burkina Faso in der Region Centre-Sud gelegen und Hauptstadt der Provinz Nahouri. Sie liegt nahe der Grenze zu Ghana und hatte 2006 in den sechs Sektoren des Hauptortes und den dazugehörigen 25 Dörfern 51.552 Einwohner. Die Stadt wurde um das Jahr 1500 gegründet und liegt im Land der Kassena. In der Innenstadt befindet sich ein ehemaliges Gouverneursgebäude aus der Kolonialzeit.
In der Nähe von Pô liegen der Nationalpark Kaboré-Tambi und der Pic de Nahouri, Schutzgebiet (forêt classée) und Naturheiligtum.

## Einzelnachweise

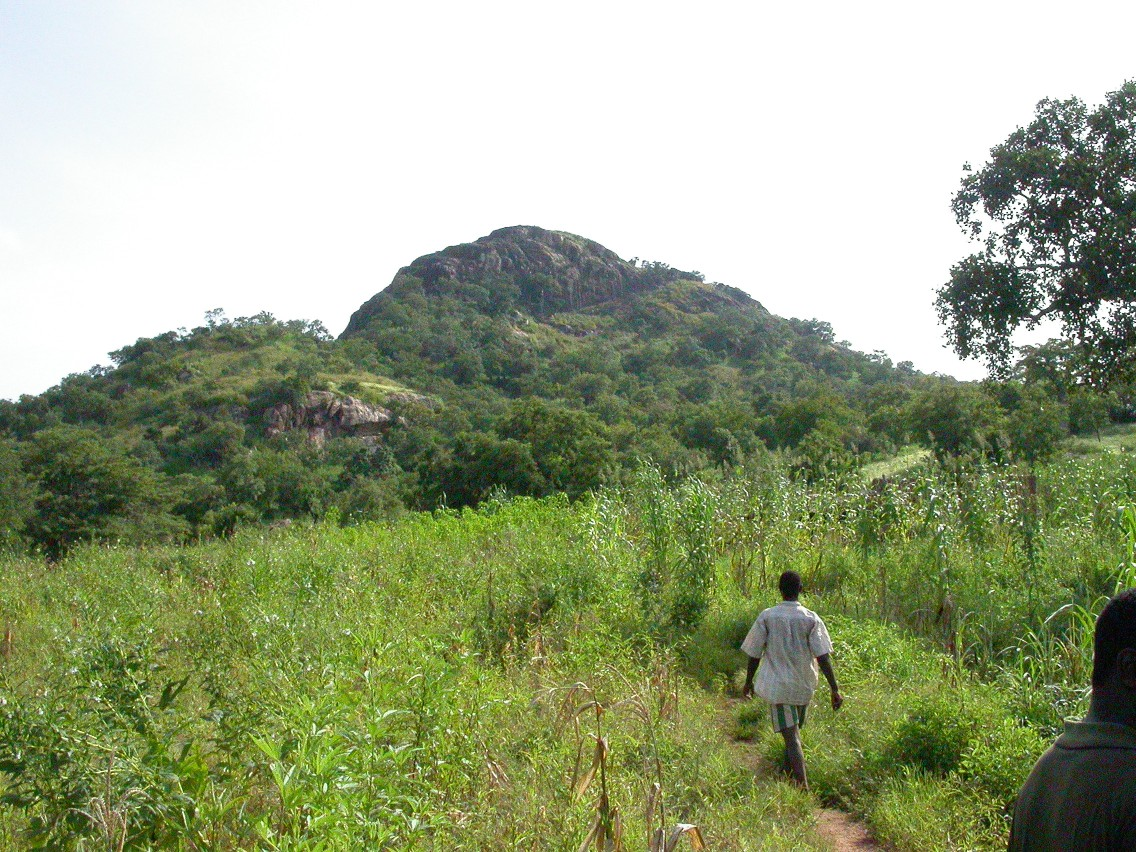
Der Pic de Nahouri südlich von Pô